# 스카이 섹시 백
팬택 스카이 섹시 백(Pantech SKY Sexy Back)는 팬택이 2009년 11월 16일에 출시한 피처폰이다.